# Vyšeslav Vladimirovič
Vyšeslav Vladimirovič (977–1010 Novgorod) byl novgorodský kníže a nejstarší syn Vladimíra I. Velkého a jeho varjažské manželky Olavy, kterou někteří historici považovali za Češku.

## Život
Po smrti Vyšeslava Vladimiroviče se stal novgorodským knížetem Jaroslav I. Moudrý, ačkoli kandidátů mezi jeho bratry bylo více. Ti však z různých důvodů neměli možnost trůn získat. Izjaslav I. Vladimirovič umřel v roce 1001 a Sviatopolk I. byl po roce 1013 eskortován k otci Vladimíru I. do Vyšgorodu, kde byl střežen.
Existuje i mnohem starší verze Vyšeslavovy smrti. Podle výkladů varjažských ság vdova švédského krále Erika IV. Vítěze Sigrid nesouhlasila s dvořením knížete Vissawalda (Vyšeslav Vladimirovič) a v roce 995 ho upálila a za manžela si vzala dánského krále Svena I.